# Чулувек
Чулу́век (пол. Czułówek) — село в Польше в сельской гмине Чернихув Краковского повета Малопольского воеводства.

## География
Село располагается в 7 км от административного центра гмины села Чернихув и в 19 км от административного центра воеводства города Краков. На северной стороне села проходит местная дорога № 780 Краков-Хелм-Слёнски.
Около села располагается заповедник «Каясувка» и фортификационные сооружения, построенные в 1944 году немецкими войсками во время Второй мировой войны, которые входили в состав оборонительной линии OKH-Stellung b-1.
В 1975—1998 годах село входило в состав Краковского воеводства.

## Население
По состоянию на 2013 год в селе проживало 471 человек.
| 2010 | 2013 |
| ---- | ---- |
| 445  | 471  |

Данные оценки 2013 года:
| Оценка    | Всего   | Всего | Женщины | Женщины | Мужчины | Мужчины |
| --------- | ------- | ----- | ------- | ------- | ------- | ------- |
| Единицы   | человек | %     | человек | %       | человек | %       |
| Население | 471     | 100   | 234     | 49,68   | 237     | 50,32   |

## Социальная структура
В селе действует начальная школа имени Яна Собеского.